# Leppersdorf (Wachau)
Leppersdorf ist ein Ortsteil von Wachau (Sachsen). Der Ortsteil im Landkreis Bautzen erstreckt sich über ein Gebiet von circa 7,3 km² und hat etwa 1000 Einwohner.
Bis zum 31. Dezember 1993 war Leppersdorf eine eigenständige Gemeinde. Die Altgemeinden Leppersdorf, Seifersdorf und Wachau schlossen sich am 1. Januar 1994 zur neuen Gemeinde Wachau zusammen. Da der Name der Altgemeinde Wachau für die neue, durch Gemeindefusion entstandene Gemeinde Wachau beibehalten worden ist, besteht heute die namentliche Überschneidung der Gemeinde Wachau (mit ihrem Gemeinderat Wachau) mit dem zu dieser Gemeinde gehörenden Ortsteil Wachau (mit ihrem Ortschaftsrat Wachau). Leppersdorf steht also strukturell gleichberechtigt neben den Ortsteilen Seifersdorf, Lomnitz (am 1. Januar 1998 eingemeindet) und Wachau in der Gemeinde Wachau.

## Geografie
Leppersdorf ist ein Ort in Ostsachsen zwischen Pulsnitz und Radeberg an der Staatsstraße S 95, der alten Poststraße von Radeberg nach Pulsnitz und Camenz.
Das etwa 1.000 Einwohner zählende Dorf an der Kleinen Röder liegt unmittelbar an der Anschlussstelle Pulsnitz zur Autobahn A4. Die Landeshauptstadt Dresden ist etwa 15 Kilometer entfernt. Die höchste Erhebung ist der nördlich des Dorfes gelegene 282,3 m ü. NN hohe Steinberg.
Leppersdorf grenzt an die Städte Radeberg, Pulsnitz und Großröhrsdorf, an die Gemeinde Lichtenberg, an die zu Großröhrsdorf gehörende Ortschaft Kleinröhrsdorf und an den zur Gemeinde Wachau gehörenden Ortsteil Wachau mit seiner Ortslage Feldschlößchen.
Leppersdorf ist ein so genanntes zweireihiges Waldhufendorf. Die hier noch häufig bestehenden Dreiseithöfe mit angrenzendem Feldstück (früher: Hufe) sind längs zu der durch den Ort verlaufenden Hauptstraße angelegt. Leppersdorf liegt am Rande des Landschaftsschutzgebietes Westlausitz und ist weitgehend von ausgedehnten landwirtschaftlichen Anbauflächen und zudem von vereinzelten zusammenhängenden Waldflächen umgeben, darunter die Landwehr im Südwesten und der Niederforst im Südosten und Osten des Dorfes.

### Entwicklung der Einwohnerzahl
| Jahr      | 1834 | 1871 | 1890 | 1910 | 1925 | 1939 | 1946 | 1950 | 1964 | 1990 | 2010 |
| --------- | ---- | ---- | ---- | ---- | ---- | ---- | ---- | ---- | ---- | ---- | ---- |
| Einwohner | 694  | 733  | 858  | 1093 | 1095 | 1200 | 1233 | 1355 | 1105 | 853  | 1058 |

## Wappen
Beschreibung: In Weiß auf gebogenem grünen Schildfuß eine grüne Pflanze mit fünf blauen fünfblättrigen Blüten.
Symbolik: Die Pflanze ist Gemeiner Lein (Linum usitatissimum), die auf die Erwerbsgrundlage für Handwerk und Landwirtschaft hinweist. Saat-Lein oder Flachs waren ein wichtiger Rohstoff für die Leineweberei.

## Geschichte

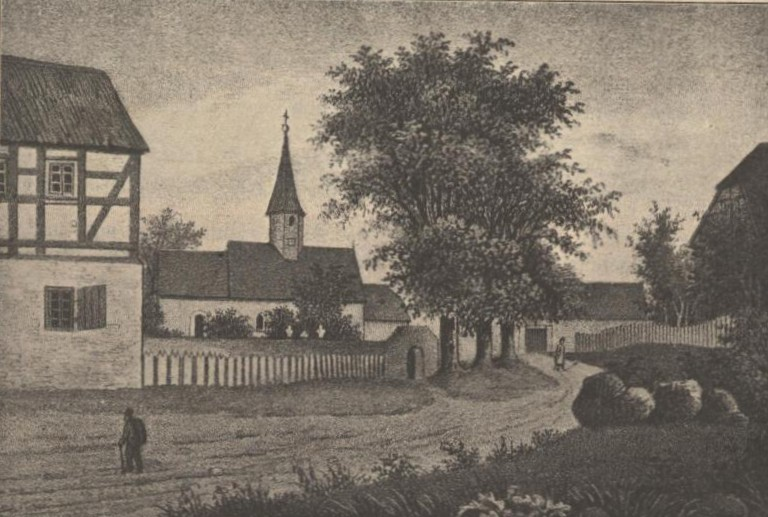
Ansicht von Leppersdorf um 1840

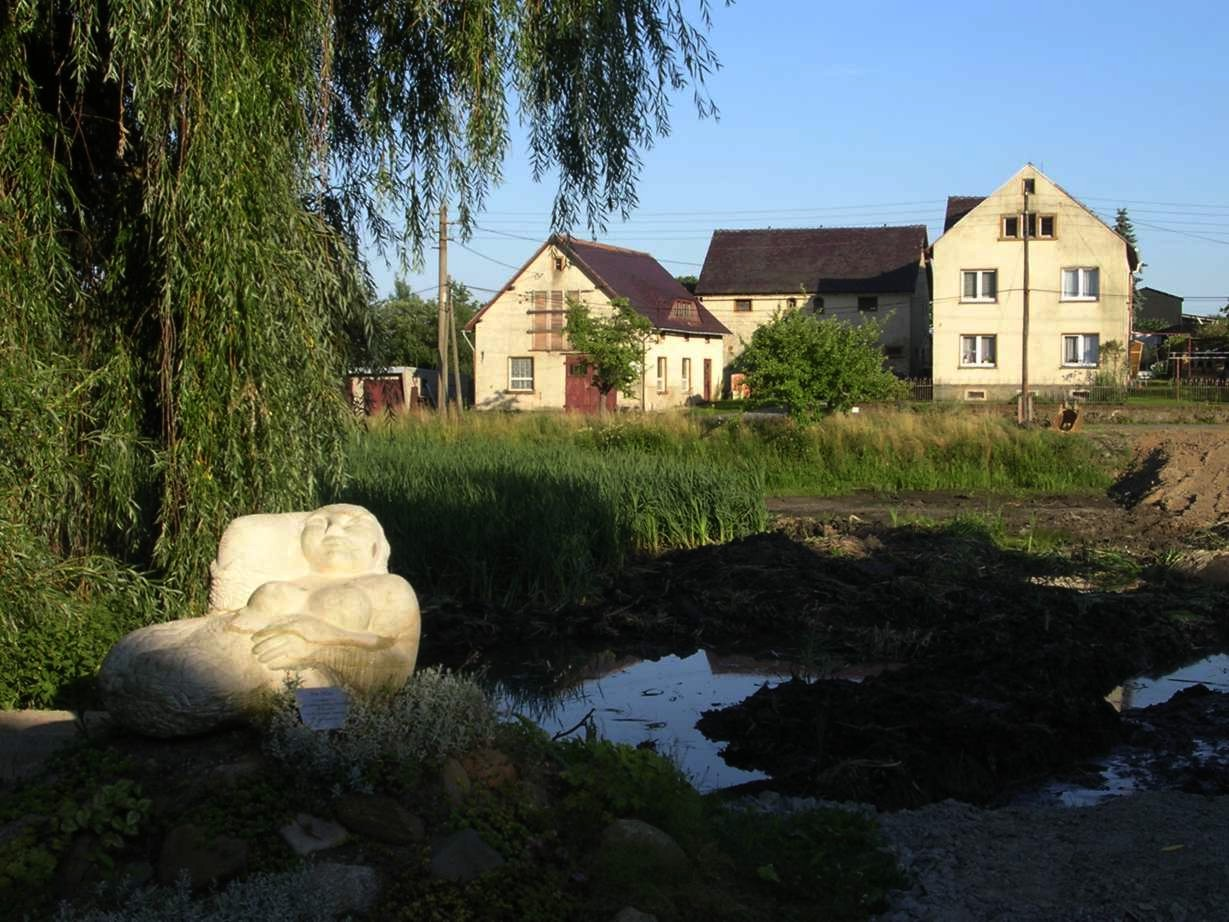
Dreiseithof am Dorfteich, Skulptur Die Nixe (2003) von Cvetanka Kirilova-Schnorrbusch (* 1956)

1337 wurde der Ort deutschen Ursprungs erstmals urkundlich als Luprandisdorf (nach dem Lokatornamen Liutbrand) erwähnt. Die Namensgebung erfolgte offenbar nach der im Mittelalter üblichen Benennung der neuen Siedlungen nach den Kolonistenführern, mutmaßlich Luprand von Sürßen, einem von 1309 bis 1312 in drei Urkunden nachgewiesenen Ministerialen der Burggrafen von Dohna. Weitere Dokumente aus den Jahren 1375 und 1393 berichten von Hans, Burggraf von Wittin, der Leppersdorf seiner Gemahlin Elisabeth zum Leibgedinge verschrieb. Leppersdorf entstand aufgrund der sehr feuchten und sumpfigen Umgebung als Fischerort, denn landwirtschaftlich konnten nur die umliegenden Hänge genutzt werden. Die zahlreich vorhandenen, durch so genannte Fischmeister verwalteten, kurfürstlichen Teiche waren somit die Haupterwerbsquelle der Bewohner.
Im Dreißigjährigen Krieg erlitt der Ort schwere Zerstörungen, doch neben den Verwüstungen durch kaiserliche Truppen dürfte bereits eine 1631 wütende Pestepidemie die meisten Einwohner vertrieben haben. Am Rande eines Waldstücks südöstlich des Ortes verweist ein Metallkreuz auf die Stelle eines ehemaligen Pestfriedhofes aus dem Jahre 1584/85.
Mitte des 19. Jahrhunderts war Leppersdorf ein vorwiegend von Handwerk und Landwirtschaft geprägter Ort mit etwa 740 Einwohnern, bestehend unter anderem aus 32 Bauerngütern, zwei Wassermühlen und einem Erbgericht. Viele der ansässigen Bewohner verdingten sich zudem als Leineweber. Die Lage an der seit dem 18. Jahrhundert bestehenden Alten Poststraße zwischen Dresden und Kamenz begünstigte eine rasche Entwicklung des Ortes. Mit der Industrialisierung Sachsens waren viele Bewohner des Dorfes als Bau- und Industriearbeiter in der näheren Umgebung, insbesondere im nahen Radeberg mit seiner Glasindustrie, beschäftigt.
Die weitere Besiedelung des Dorfes erfolgte ab den 1990er Jahren durch die Errichtung des Neubaugebietes „Waldblick“ mit Ein- und Mehrfamilienhäusern am östlichen Ortsrand. Landwirtschaft wird nur noch vereinzelt betrieben. Mit der Ansiedelung von Kleinbetrieben und dem Bau eines hochmodernen Milchverarbeitungswerkes kam es zu grundlegenden Veränderungen innerhalb der wirtschaftlichen Strukturen des Dorfes. Das Milchwerk der Sachsenmilch Leppersdorf GmbH beschäftigt etwa 2000 Mitarbeiter und erreicht eine Jahresproduktionskapazität von ca. 1,7 Milliarden Kilogramm Milch. Im Jahr 2006 wurde die Errichtung eines Ersatzbrennstoffkraftwerkes in unmittelbarer Nähe des Milchwerkes zur Optimierung von dessen Stromversorgung geplant. Allerdings lehnte ein Bürgerentscheid in der Gemeinde Wachau vom 10. Dezember 2006 mit einer Mehrheit von 65,47 % bei 2.578 gültigen Stimmen die für den gewählten Standort nötige Änderung des Bebauungsplanes ab. Im Jahr 2007 wurde das Projekt „Ersatzbrennstoffkraftwerk“ von der Firma Müller erneut in Angriff genommen. Für die Ersatzbrennstoffanlage wurde ein neuer Standort (350 m vom bisherigen entfernt) gewählt, um das Kraftwerk trotz des Entscheids bauen zu können. Letztlich wurde das Projekt verworfen, stattdessen wird nunmehr ein Gas- und Dampfturbinenkraftwerk am Standort errichtet. Im Rahmen des laufenden Genehmigungsverfahrens gab es keine wesentlichen Einwendungen.
In Leppersdorf ansässig ist die Käserei Loose. Sie gehört zur Unternehmensgruppe Theo Müller.

## Dorfkirche

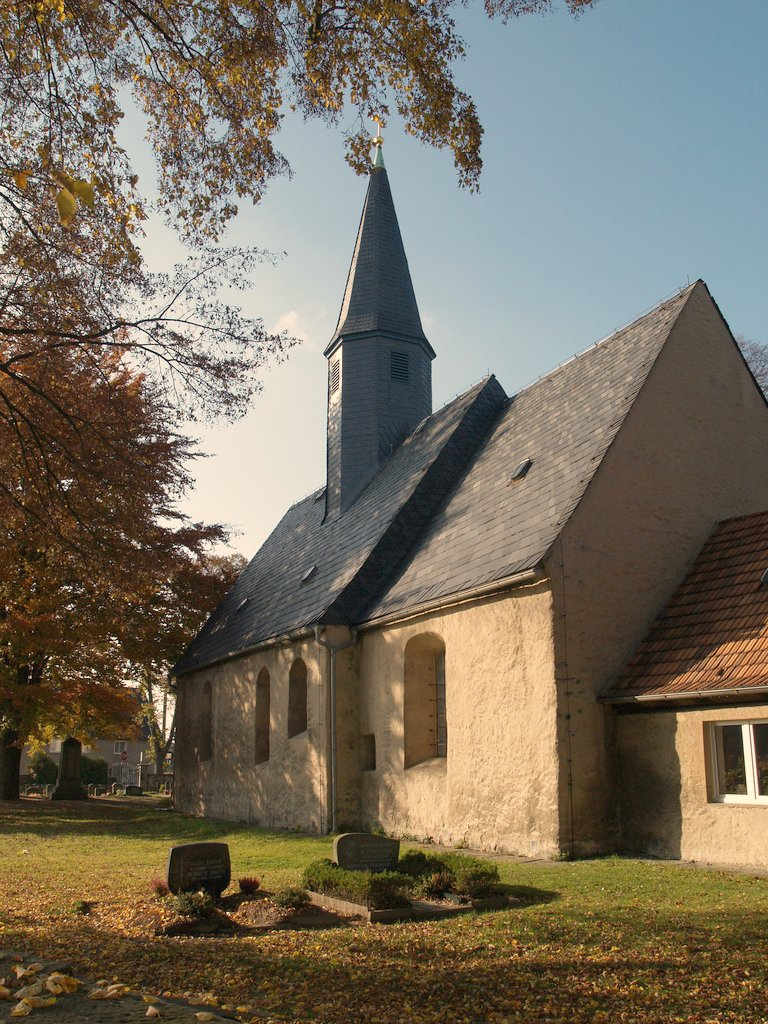
Dorfkirche

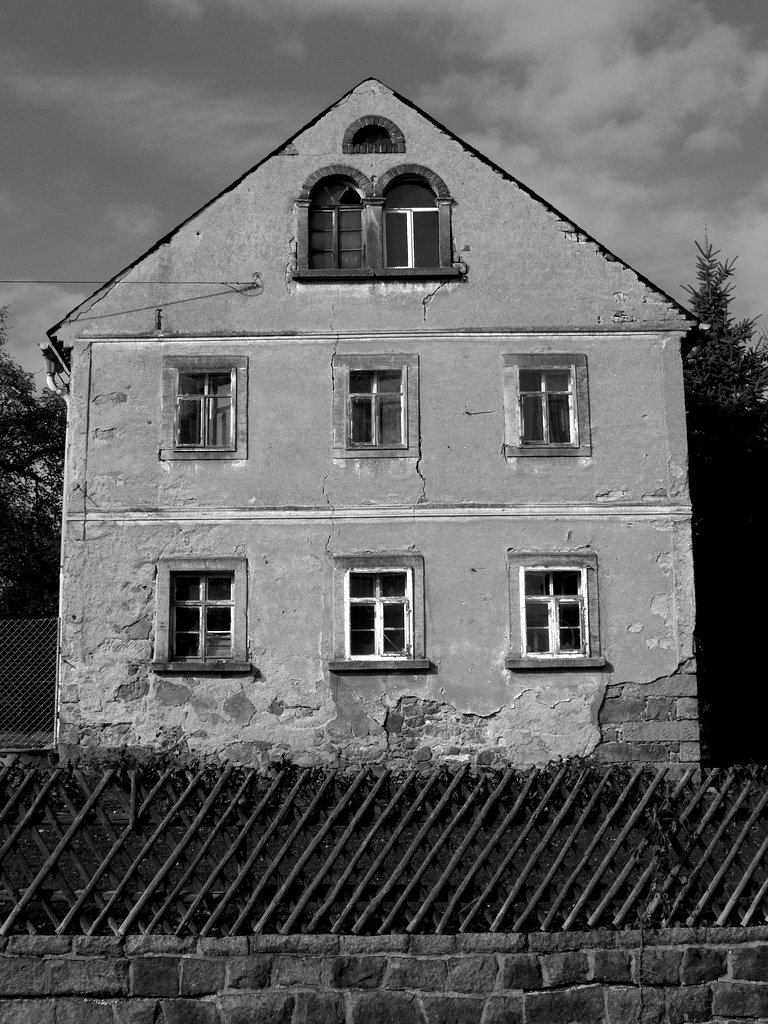
Fassade eines Dreiseithofes in der Alten Hauptstraße

Die Leppersdorfer Dorfkirche, ursprünglich Begräbniskapelle, entstand nachweislich erst nach den Hussitenkriegen im 15. Jahrhundert. Der einfach gehaltene, von einem Satteldach mit spitzem achtseitigem Dachreiter gedeckte Saalbau und die östlich anliegende Sakristei stammen von etwa 1680, der aus gebranntem Ton gefertigte und mit einem Zinnbecken versehene Taufstein von 1794.
Der Innenraum wird nach oben hin von einer flachen, bemalten Felderdecke begrenzt. Die an drei Seiten angeordneten Emporen zeigen wie das frühbarocke Gestühl auf den Brüstungsfeldern ländliche Malereien. Die Gestaltung von Altar und Kanzel orientiert sich an gängigen Motiven, in der Mitte unter einem Rundbogen des Altars eine Kreuzigungsgruppe und in der Predella eine Abendmahlsszene, sowie auf der Kanzel eine Darstellung der vier Evangelisten. Das Geläut der Kirche setzt sich aus drei Glocken aus dem 16. und 17. Jahrhundert zusammen. Die kleine Glocke von 1538, die mittlere von um 1500 und die mit Marken versehene (die Weinranken und Wappen zeigen), am Halse verzierte große Glocke von 1670, sind bis heute in Gebrauch. Die Orgel von 1990 verfügt über zehn Register und ist ein Werk des Bautzener Orgelherstellers Hermann Eule, das einen Vorgängerbau von 1904 ersetzte. Die Leppersdorfer Kirche ist eine Filialkirche der evangelisch-lutherischen St.-Nicolai-Kirchgemeinde in Pulsnitz.
Das granitene Steinkreuz an der nördlichen Friedhofsmauer soll wahrscheinlich an die Hussitenkriege oder aber an eine Pestepidemie erinnern. Auf dem Friedhof befindet sich zudem ein Mahnmal für die Gefallenen des Ersten Weltkrieges. Die sandsteinerne Distanzsäule an der Staatsstraße am Abzweig nach Lichtenberg stammt von 1836.

## Öffentliche Einrichtungen
Bereits um 1540 verfügte Leppersdorf über einen eigenen Dorflehrer. Der später zum Wohnhaus umfunktionierte alte Schulbau wurde durch das heute noch genutzte Gebäude im Jahre 1908 ersetzt. An der Grundschule werden nur noch Schüler von der 1. bis zur 4. Klassenstufe unterrichtet, höherklassige Schulen befinden sich in Radeberg.
- Kindertagesstätte
- Feuerwehrhaus der Freiwilligen Feuerwehr Leppersdorf
- Sporthalle

## Persönlichkeiten
- Erich Wirth (1904–1981), Dreher, Vizepräsident der Gesellschaft für Deutsch-Sowjetische Freundschaft
- Johannes Hörnig (1921–2001), Leiter der Abteilung Wissenschaft im Zentralkomitee der SED